# 小日向しえ
小日向 しえ（こひなた しえ、1979年10月8日 - ）は、日本の女優、タレント、歌手。東京都出身。姉弟は弟が一人。前所属事務所はスペースクラフト。

## プロフィール
15歳の頃に父親の知り合いだったプロダクション社長に会い、『装苑』（文化出版局）でモデルとしてデビュー。『Olive』（マガジンハウス）、『an・an』（マガジンハウス）などの女性雑誌でモデルとして活躍した後、女優に転向。映画やテレビドラマ、バラエティ番組にも出演した。
1997年からはビクターエンタテインメントよりシングル6曲・アルバム1作を発表するなど、歌手としても活動している。
『ココリコミラクルタイプ』（フジテレビ）では主に役柄は若手OL、若妻、ヤンキー女等で、松下由樹、坂井真紀らと共に女性陣として出演していた。
結婚（詳細後述）後、音楽に専念したいとの理由で2003年6月4日に番組を降板。
『ダウンタウンのガキの使いやあらへんで!!』（日本テレビ）のコーナー「笑ってはいけないシリーズ」では、夫人が一般人の松本人志と月亭方正以外は、メンバーの「（元）妻」（小川菜摘（浜田雅功）、千秋（遠藤章造））が登場しており、「田中の妻」である小日向のみが長らく登場していなかったが、2012年の『絶対に笑ってはいけない熱血教師24時』で、学校の職員室内で大島美幸扮するゴリライモと喧嘩をする謎の鉄仮面に包まれた女として初登場した。

### 私生活
フジテレビのバラエティ番組『ココリコミラクルタイプ』で共演していたココリコの田中直樹と2002年暮れに雑誌『フライデー』に兵庫県尼崎市でデートしている姿を写真に掲載され、田中はインタビューで「小日向さんとはあくまで仕事仲間です」と交際していることを否定していたが、2003年5月末に公の場で結婚することを発表し、2003年6月に結婚。2004年6月に長男、2008年4月には次男を出産。
2017年5月2日に離婚。田中が事務所を通して離婚を発表し、長男と次男の親権は田中が持つこととなった。

## 出演作品

### バラエティ番組・音楽番組
- ココリコミラクルタイプ（フジテレビ系列、2001年4月〜2003年6月）
- マタハリ（スペースシャワーTV）HIROMIXについで2代目のアシスタントMC（同番組のMCはピエール瀧、月1ゲスト：リリー・フランキー）
- ダイナモ（スペースシャワーTV）YOU THE ROCK★とのMC
- 全国一斉!日本人テスト、ナレーター
- イチハチ、ゲスト
- 踊る!さんま御殿!!（2012年6月5日、日本テレビ系列）
- 絶対に笑ってはいけない熱血教師24時（2012年12月31日、日本テレビ系列）
- 絶対に笑ってはいけない地球防衛軍24時（2013年12月31日、日本テレビ系列）

### テレビドラマ
- 私海（2003年9月、フジテレビ）- 幸子 役
- ココリコミラクルタイプドラマスペシャル「殴られる女」（2006年2月15日）2年7ヶ月ぶりに出演。
- 帰ってこさせられた33分探偵（2009年3月28日、フジテレビ）第10話 水晶占い師 ミサト 役
- あり得ない!（2010年3月3日、毎日放送）第8話 望月瞳 役

### テレビアニメ
- おでんくん（2005年 - 2009年、NHK教育）- ガングロタマゴちゃん 役
- ミチコとハッチン（2008年、フジテレビ) - ペペ・リマ 役
- がんばれ!おでんくん（2013年 - 2014年、朝日放送）- ガングロタマゴちゃん 役

### 映画
- 鮫肌男と桃尻女（1999年 監督：石井克人）- 桃尻トシコ 役
- 流星課長 (短編映画)（2002年 監督：庵野秀明） - マリア 役
- キューティーハニー（2004年 監督：庵野秀明） - コバルト・クロー 役/寺田リンコ 役 （二役。前者が後者を監禁して化ける展開）(撮影は2003年下旬に行われ撮影終了後、芸能活動を一時休止）

### 舞台
- Job&Baby（2007年 製作：三好博子　企画・演出・脚本：赤間麻里子）これが初の舞台出演と同時に主演作となった。

### CM
- JR東日本「あたらしい旅」
- アサヒビール薬品「ハイ・チョイス」
- ソニー「プレイステーション」
- 花王「WILL」
- 三菱自動車「パジェロミニ」
- ロッテ「トッポ」
- ACジャパン (当時：公共広告機構)「あなたのマナーを見てください・交差点の女」 (2001年)

### オリジナルビデオ
- 流星課長（自動ドアのマリア）ショートフィルムマガジン「Grasshoppa! VOL.3」収録(2002年 監督：庵野秀明)
- TRAVA FIST PLANET episode 1（ミクル）DVD、レントラックジャパン(2003年 監督：小池健、石井克人)

## ディスコグラフィー

### シングル
- プラム（1998年5月21日）
- カナシイウタ（1998年11月21日）
- 花摘み（2001年2月21日）
- 傷跡（2001年8月22日）
- ピストル（2002年8月21日）
- 星のタトゥー（2003年2月19日）
- 夏の残骸（2003年8月21日）

### アルバム
- 恋愛マシーン〜Play Me（1997年5月21日）ミニアルバム

### 写真集
- 15歳 -Super Fifteen-（1995年8月:スコラ発行） - 「岩崎祥子」名義

### その他
- タニザワトモフミ 2ndフルアルバム「日本に落ちてきた男」（2011年2月23日）

収録曲「結婚です」で歌詞を共作、歌にも参加。